# سونوگرافی
سونوگرافی (به فرانسوی: sonographie) یا فراصوت‌نگاری یکی از روش‌های تشخیص بیماری در پزشکی است. به این روش اکوگرافی، پژواک‌نگاری و صوت‌نگاری نیز گفته می‌شود. این روش بر مبنای امواج فراصوت و برای بررسی بافت‌های زیرجلدی مانند عضلات، مفاصل، تاندون‌ها و اندام‌های داخلی بدن و ضایعات آن‌ها پی ریزی شده است. صوت‌نگاری در حاملگی نیز کاربردهای وسیعی دارد. همچنین امروزه صوت‌نگاری کاربردهای درمانی نیز دارد.

## ریشه لغوی
کلمه سونوگرافی از لفظ لاتین sono به معنی صوت و نیز لفظ زبان یونانی «گرافیا» به معنی ترسیم گرفته شده و ultrasound از ultra به معنی ماورا و نیز sound به معنی صوت یا صدا گرفته شده است.

## تاریخچه
در سال ۱۸۷۶ میلادی، فرانسیس گالتون برای اولین بار پی به وجود امواج فراصوت برد. در زمان جنگ جهانی اول کشور انگلستان برای کمک به جلوگیری از غرق شدن کشتی‌هایش توسط زیردریایی‌های کشور آلمان در اقیانوس اطلس شمالی دستگاه کشف‌کننده زیردریایی‌ها به کمک امواج صوتی به نام سونار ابداع کرد. این دستگاه امواج فراصوت تولید می‌کرد که در پیدا کردن مسیر کشتی‌ها استفاده می‌شد. این تکنیک در زمان جنگ جهانی دوم تکمیل گردید و بعدها به‌طور گسترده‌ای در صنعت این کشور برای آشکارسازی شکاف‌ها در فلزات و سایر موارد مورد استفاده قرار می‌گرفت. از کاربرد بخصوصی که انعکاس صوت در جنگ و صنعت داشت صوت‌یاب به علم پزشکی وارد شد و تبدیل به یک وسیله تشخیصی بزرگ در علم پزشکی گردید.

## سیر تحولی در رشد

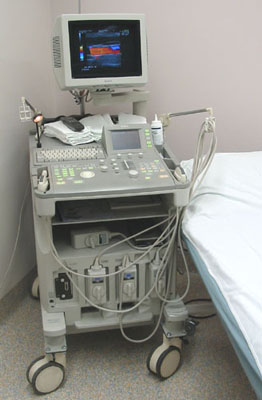

نخستین دستگاه تولیدکننده امواج فراصوت در پزشکی، در سال ۱۹۳۷ میلادی توسط دوسیک اختراع شد و روی مغز انسان آزمایش شد. اگر چه فراصوت در ابتدا فقط برای مشخص کردن خط وسط مغز بود، اکنون به صورت یک روش تشخیصی و درمانی مهم درآمده و پیشرفت روز به روز انواع نسل‌های دستگاه‌های تولید فراصوت، تحولات عظیمی در تشخیص و درمان در علم پزشکی به وجود آورده است.
اگرچه بر اساس آماری که در سال ۲۰۰۰ گرفته شده اولتراسوند بعلت هزینه پایین‌تر، ایمنی بیشتر، حمل و نقل آسان و امکان ارائه تصاویر زنده بیش‌ترین کاربرد را در مقایسه با سایر روش‌های تصویربرداری دارد ولی بر اساس آمار به ترتیب سی.تی. اسکن (CT) و ام.آر. آی (MRI) و پس از آن تصویربرداری هسته‌ای به‌ویژه مقطع‌نگاری پوزیترون (PET) بیشترین کاربرد را دارند چراکه سامانه فراصوتی دارای محدودیت‌هایی نیز هست از جمله:
امواج فراصوت قابلیت عبور از استخوان را ندارند. همچنین از گاز و هوا نیز نمی‌توانند عبور کنند و بازتاب پیدا می‌کنند؛ بنابراین روش ایده‌آلی برای تصویربرداری از سینه، روده و معده نمی‌باشند. گازهای روده‌ای جلوی تصویربرداری از ساختمان‌های داخلی‌تر مثل پانکراس و آئورت را می‌گیرند. دیگر اینکه امواج در بافت‌ها افت کرده و به‌عنوان مثال، این مسئله تصویر برداری از قلب افراد چاق را با مشکل مواجه می‌کند.

## تعریف امواج فراصوت
امواج فراصوت به شکلی از انرژی از امواج مکانیکی گفته می‌شود که فرکانس آن‌ها بالاتر از حد شنوایی انسان باشد. گوش انسان قادر است امواج بین ۲۰ هرتز تا ۲۰۰۰۰ هرتز را بشنود. هر موج (شنوایی یا فراصوت) یک آشفتگی مکانیکی در یک محیط گاز، مایع یا جامد است که به بیرون از چشمه صوتی و با سرعتی یکنواخت و معین حرکت می‌کند. در حرکت یا گسیل موج مکانیکی، ماده منتقل نمی‌شود. اگر ارتعاش ذرات در جهت عمود بر انتشار صوت باشد، موج عرضی است که بیشتر در جامدات رخ می‌دهد و در صورتی که ارتعاش در راستای انتشار امواج باشد، موج طولی است. انتشار در بافت‌های بدن به صورت امواج طولی است. از این رو در پزشکی با این‌گونه امواج (بالای ۲۰٬۰۰۰ هرتز) سر و کار داریم.
در کاربردهای تصویر برداری پزشکی، امواج فراصوت در رنج فرکانسی ۲ تا ۲۰ مگاهرتز به کار گرفته می‌شوند. فرکانس‌های بالاتر از این میزان کاربردهای تحقیقاتی و آزمایشگاهی دارند.

## روش‌های تولید امواج فراصوت
روش پیزوالکتریسیته تأثیر متقابل فشار مکانیکی و نیروی الکتریکی را در یک محیط اثر پیزو الکتریسیته می‌گویند. به‌طور مثال بلورهایی وجود دارند که در اثر فشار مکانیکی، نیروی الکتریکی تولید می‌کنند و برعکس ایجاد اختلاف پتانسیل در دو سوی همین بلور و در همین راستا باعث فشردگی و انبساط آن‌ها می‌شود که ادامه دادن به این فشردگی و انبساط باعث نوسان و تولید امواج می‌شود. مواد (بلورهای) دارای این ویژگی را مواد پیزو الکتریک می‌گویند. اثر پیزو الکتریسیته فقط در بلورهایی که دارای تقارن مرکزی نیستند، وجود دارد. بلور کوارتز از این دسته مواد است و اولین ماده‌ای بود که برای ایجاد امواج فراصوت از آن استفاده می‌شد که اکنون هم استفاده می‌شود.
اگر چه مواد متبلور طبیعی که دارای خاصیت پیزو الکتریسیته باشند، فراوان هستند. ولی در کاربرد امواج فراصوت در پزشکی از کریستالهایی استفاده می‌شود که سرامیکی بوده و به‌طور مصنوعی تهیه می‌شوند. از نمونه این نوع کریستالها، مخلوطی از زیرکونیت و تیتانیت سرب است که به شدت دارای خاصیت پیزوالکتریسیته هستند. به این مواد که واسطه‌ای برای تبدیل انرژی الکتریکی به انرژی مکانیکی و بالعکس هستند، مبدل می‌گویند. یک مبدل فراصوتی بکار می‌رود که علامت الکتریکی را به انرژی فراصوت تبدیل کند که به داخل بافت بدن نفوذ و انرژی فراصوت انعکاس یافته را به علامت الکتریکی تبدیل کند.
روش مگنتو استریکسیون
این خاصیت در مواد فرومغناطیس (مواد دارای دو قطبی‌های مغناطیسی کوچک به‌طور خود به خود با دو قطبی‌های مجاور خود هم خط شوند) تحت تأثیر میدان مغناطیسی به وجود می‌آید. مواد مزبور در این میدان‌ها تغییر طول می‌دهند و بسته به فرکانس (شمارش زنش‌های کامل موج در یک ثانیه) جریان متناوب به نوسان در می‌آیند و می‌توانند امواج فراصوت تولید کنند. این مواد در پزشکی کاربرد ندارند و شدت امواج تولید شده به این روش کم است و بیشتر کاربرد آزمایشگاهی دارد.

## عملکرد دستگاه‌های تصویربرداری و تشخیص با امواج فراصوت

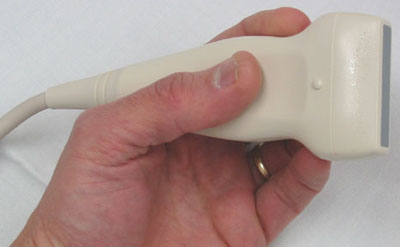
یک پرآب فرستنده/گیرنده آرایه خطی

در سیستم‌های فراصوت، پالس‌های مکانیکی با فرکانسی در محدودهٔ فراصوت، توسط پرآب مخصوص منتشر می‌گردد. این پراب‌ها دارای آرایه‌ای از فرستنده‌های فرا صوت می‌باشد. بخشی از امواج منتشر شده در محیط (در اینجا بافت‌های زیستی)، با برخورد به مرزهای دو بافت با چگالی متفاوت، دچار بازتابش (اکو) می‌گردند. میزان این بازتابش وابسته به امپدانس انتشار امواج فراصوت در دو محیط می‌باشد. اساس سیستم‌های تصویربرداری آلتراسوند، تشخیص تاخیرهای سیگنال‌های دریافتی و پالس‌های ارسال شده می‌باشد.
در کاربردهای پزشکی، امواج فراصوت با فرکانس‌هایی در رنج ۱ مگاهرتز الی ۱۸ مگاهرتز، به کار گرفته می‌شود. فرکانس‌های بالا نیاز به فرستنده‌هایی با ابعاد کوچک‌تر داشته و با توجه به کوتاه‌تر شدن طول موج، امکان دستیابی به رزولوشن بالاتر را فراهم می‌آورد، اما با این وجود، میزان تضعیف سیگنال در محیط انتشار، با افزایش فرکانس، افزایش می‌یابد. به همین دلیل رنج فرکانس معمول ۳ الی ۵ مگاهرتز می‌باشد.

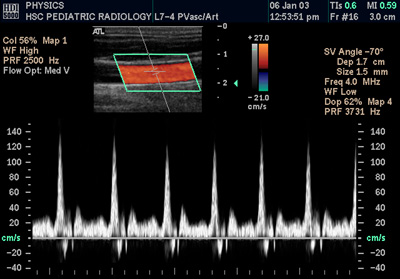
بررسی جریان خون در شریان کاروتید با اسکن فراصوت و به کمک اثر داپلر

برای تشخیص سرعت سیالات، مانند سرعت جریان خون، می‌توان از اثر داپلی نیز بهره برد. با توجه به اثر دوپلر حرکت سیال موجب ایجاد شیفت فرکانسی در امواج بازتابیده شده می‌شود. میزان این شیفت فرکانس وابسته به اندازه و جهت سرعت می‌باشد.
با افزایش فرکانس، الگوی تابش فرستنده به حالت ایزوتروپیک نزدیک می‌گردد. برای متمرکز نمودن پالس‌های ارسالی در یک راستا و حتی یک نقطه خاص می‌بایست از پراب‌های آرایه فازی، استفاده نمود. این پراب‌ها شامل چندین فرستنده/گیرنده پیزوالکتریک بر روی خود می‌باشند که می‌توان به صورت یک ردیف (یک بعدی) یا چندین ردیف (دو بعدی) کنار هم چیده شده باشند. در حالت پسیو، می‌توان چیدمان این المان‌ها را به نحوی طراحی نمود که لوب اصلی الگوی تابش آنتن در یک راستای خاص متمرکز گردد.
در حالت اکتیو فاز، با ایجاد تاخیرهای کنترل شده، در پالس‌های ارسالی توسط هر المنت، می‌توان جهت لوب اصلی را نیز بدون تغییر موقعیت مکانیکی فرستنده، تغییر داد.
در فرستنده‌های آرایه فازی دو بعدی اکتیو، امکان فوکوس کردن در یک نقطه خاص نیز فراهم می‌آید. این خصوصیت امکان ایجاد تصاویر دو بعدی و سه بعدی را بدون تغییر دادن مکان پرآب، فراهم می‌آورد.

## گسترش‌ها

### سونوگرافی داپلر

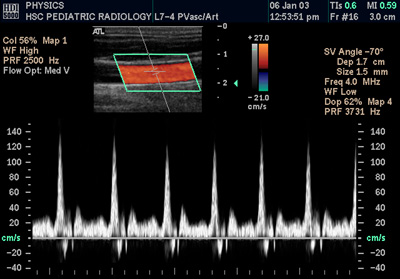
سونوگرافی داپلر شریان کاروتید

سونوگرافی داپلر (به انگلیسی: Doppler sonography) نوعی از سونوگرافی است که برای تصویربرداری خون جاری در قلب و عروق استفاده می‌شود. در مامایی نیز از سونوگرافی داپلر جهت گوش دادن به صدای قلب جنین استفاده می‌شود. سونوگرافی داپلر همچنین برای تشخیص ترومبوز وریدی، واریکوسل، تنگی و انسداد شریانی به ویژه در شریان کاروتید استفاده می‌شود.

## سونوگرافی چهاربعدی
سونوگرافی چهاربعدی روشی است برای انتشار ۳بعدی تصویر جنین و دیدن حرکات همان لحظهٔ اوست و شبیه دیدن یک ویدئوی زنده از جنین که داخل رحم مادر است این سونوگرافی همانند سونوگرافی‌های دیگر است که در دوران بارداری استفاده می‌شود بین هفته‌های ۲۶ تا ۳۲ بارداری انجام شود بهتر است. مبدل که دستگاه موج‌های صوتی است را روی شکم شما حرکت می‌دهند. امواج به جنین شما برخورد می‌کند و بازتاب یا پژواک می‌کند و ترجمه می‌شود و بروی صفحه نمایش می‌دهد.

## کاربرد امواج فراصوت

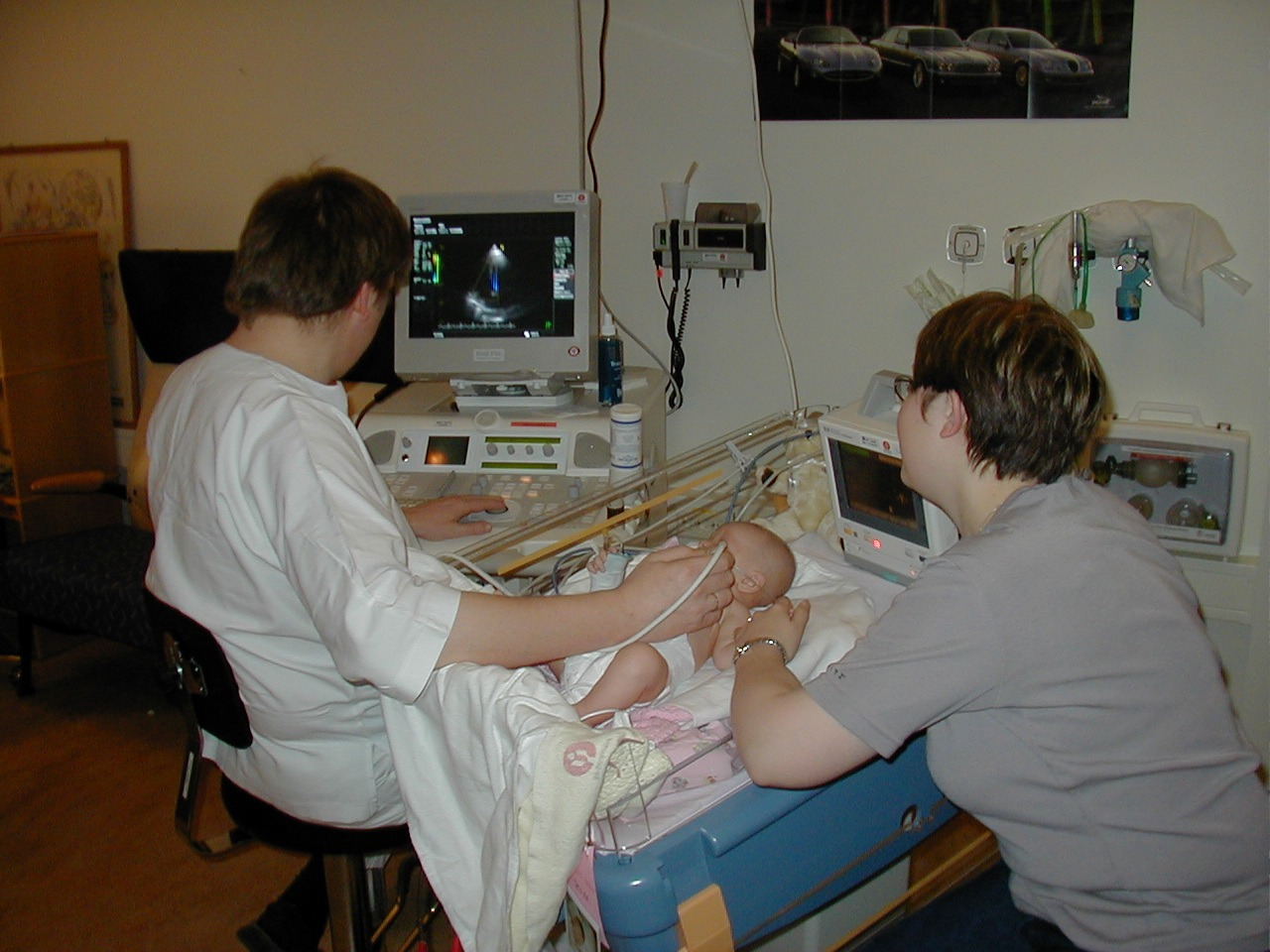
تصویربرداری از نوزاد.

### کاربرد تشخیصی سونوگرافی
1. بیماریهای زنان و زایمان مانند بررسی قلب جنین، اندازه‌گیری قطر سر (سن جنین)، تشخیص جنسیت جنین، بررسی جایگاه اتصال جفت و محل ناف، تومورهای پستان. این امواج به علت اینکه مانند تشعشعات یونیزان عمل نمی‌کنند؛ بنابراین برای زنان و کودکان بی‌خطر می‌باشند.
2. بیماریهای مغز و اعصاب مانند بررسی عروق مغزی و گردنی و همچنین بررسی احتمالی خونریزی مغزی در نوزاد.
3. بیماری‌های چشم مانند تشخیص اجسام خارجی در درون چشم، تومور عصبی، خون‌ریزی شبکیه، اندازه‌گیری قطر چشم، فاصله عدسی از شبکیه.
4. بیماری‌های کبدی مانند بررسی کیست و آبسه کبدی.
5. بیماری‌های قلبی مانند بررسی اکوکاردیوگرافی.
6. دندانپزشکی مانند اندازه‌گیری ضخامت بافت نرم در حفره‌های دهانی و نیز کاربردهای درمانی آن مانند جرم‌گیری لثه
7. این امواج به علت اینکه مانند تشعشعات یونیزان عمل نمی‌کنند؛ بنابراین برای زنان و کودکان بی‌خطر هستند.
8. همچنین برای تصویربرداری از سینه‌ها استفاده می‌شود.
9. تفکیک‌پذیری بالایی از این روش برای تصویربرداری از بافت‌های سطحی و سلول‌های نزدیک سطح پوست استفاده می‌شود.
10. تزریق بدون جراحت

با جذب امواج فراصوت به‌وسیله بدن بخشی از انرژی آن به گرما تبدیل می‌شود. گرمای موضعی حاصل از جذب امواج فراصوت بهبودی را تسریع می‌کند. قابلیت کشسانی کلاژن (پروتئینی ارتجاعی) را افزایش می‌دهد. کشش در جوشگاه‌های زخم (scars) افزایش می‌دهد و باعث بهبود آن‌ها می‌شود. اگر اسکار به بافت‌های زیرین خود چسبیده باشد، باعث آزاد شدن آن‌ها می‌شود. گرمای حاصل از امواج فراصوت با گرمای حاصل از گرمایش متفاوت است.
کاربرد درمانی (سونوتراپی):
1. در فیزیوتراپی جهت کاهش درد و التهاب و همچنین انعطاف‌پذیری بافت‌ها از اولترا سوند استفاده می‌گردد.
2. کاربرد گرمایی
3. میکروماساژ مکانیکی

به هنگام فشردگی و انبساط محیط، امواج طولی فراصوتی روی بافت اثر می‌گذارند و باعث جابجایی آب میان بافتی و در نتیجه باعث کاهش ورم (تجمع آب میان بافتی در اثر ضربه به یک محل) می‌شوند.
درمان آسیب تازه و ورم:آسیب تازه معمولاً با ورم همراه است. فراصوت در بسیاری از موارد برای از بین بردن مواد دفعی در اثر ضربه و کاهش خطر چسبندگی بافت‌ها بهم بکار می‌رود.
درمان ورم کهنه یا مزمن: فراصوت چسبندگیهایی که میان ساختمان‌های مجاور ممکن است ایجاد شود را می‌شکند.

## خطرات فراصوت

### سوختگی
اگر امواج پیوسته و در یک مکان بدون چرخش بکار روند، در بافت باعث سوختگی می‌شود و باید امواج حرکت داده شوند.

### پارگی کروموزومی
استفاده دراز مدت از امواج اولتراسوند با شدت خیلی بالا پارگی در رشته دی ان ای (DNA) را نشان می‌دهد.

### ایجاد حفره
یکی از عوامل کاهش انرژی امواج اولتراسوند هنگام گذشتن از بافت‌های بدن ایجاد حفره یا کاویتاسیون است. همه محلول‌ها شامل مقدار قابل ملاحظه‌ای حباب‌های گاز غیرقابل دیدن هستند و دامنه بزرگ نوسان‌های امواج اولتراسوند در داخل محلول‌ها می‌تواند بر روی بافت‌ها تغییرات بیولوژیکی ایجاد کند (پارگی در دیواره یاخته‌ها و از هم گسستن مولکول‌های بزرگ).